# ماتیلد اولیویه
ماتیلد اولیویه (انگلیسی: Mathilde Ollivier؛ زادهٔ ۲۰ سپتامبر ۱۹۹۴) بازیگر، مدل (شخص)، و تهیه‌کننده فیلم اهل فرانسه است. وی از سال ۲۰۱۶ میلادی تاکنون مشغول فعالیت بوده‌است.
از فیلم‌ها یا برنامه‌های تلویزیونی که وی در آنها نقش داشته‌است می‌توان به ارباب و رتبه رئیس اشاره کرد.